# Ardes (race ovine)
L'ardes est une race ovine originaire d'Auvergne (le village d'Ardes lui a donné son nom). Son effectif actuel serait aujourd'hui très réduit et elle est parfois considérée comme éteinte. Présents en Provence-Alpes-Côte d'Azur et en Auvergne, les ardes étaient appréciés pour leur rusticité et leur adaptation à la montagne. Dans la seconde moitié du XXe siècle, les éleveurs l'ont délaissé au profit de la limousine, autre race locale.